# Tino Wenzel
Pour les articles homonymes, voir Wenzel.
Tino Wenzel, né le 18 décembre 1973 à Ibbenbüren, est un tireur sportif allemand, spécialiste du skeet.
Il participe aux Jeux olympiques d'été de 2008 à Pékin, où il termine treizième. Il est aussi vice-champion d'Europe de skeet en 2011.
Il est marié à la tireuse sportive Christine Wenzel.

## Palmarès
- Championnats d'Europe de tir
  -  Médaille d'argent en skeet en 2011 à Belgrade[1]